# Cambarysu
Ein Cambarysu war ein akustisches Gerät der im Amazonasgebiet lebenden Catuquinaru-Indios für die Kommunikation über Distanzen bis zu 1,5 km.

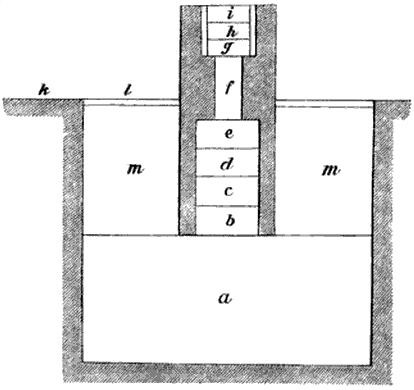
Schema eines Cambarysus

## Funktionsweise
Das Instrument besteht aus einem ausgehöhlten Palmholzstamm von 1 m Länge, dessen Enden mit Sand und Lederstücken ausgefüllt sind.
Der Cambarysu wird in einem verschlossenen Häuschen, in einer mit Holzstücken angefüllten Grube aufgestellt. Wird gegen den Hohlraum des aus der Grube herausragenden Stammes mit einem Klöppel geschlagen, so sind die in einem spezifischen Code erzeugten Schlaggeräusche bis 1,5 km weit nur innerhalb der Cambarysuhäuser zu hören. Die mit dem Geräusch erzeugte Tonfrequenz wird durch den Erdboden übertragen. Das die Geräuschwelle empfangende „Gegenstück“ dient als verstärkender Resonanzkörper und Ausgabemedium. Mit dieser Technik konnten Nachrichten schnell über längere Distanzen kettenartig durch mit Cambarysus verbundene Siedlungen übermittelt werden, ohne dass Dritte davon Kenntnis erlangten.

## Belege
1. ↑  Meyers Großes Konversations-Lexikon, Band 3. Leipzig 1905, S. 711 Online
2. ↑  The original of the telephone, Mataura Ensign, Issue 520, 13 December 1898, Page 4
3. ↑  The papoose, Vol. I. No. 2. (January, 1903), A Brazilian collection, pp. 23-27